# Tracie (Level 42)
Tracie is een nummer van de Britse band Level 42 uit 1989. Het is de derde en laatste single van hun achtste studioalbum Staring at the Sun.
Het nummer, gewijd aan Level 42-zanger Mark Kings jeugdliefde Tracie Wilson, werd een bescheiden hitje in het Verenigd Koninkrijk en het Nederlandse taalgebied. In het Verenigd Koninkrijk haalde het nummer de 25e positie. In de Nederlandse Top 40 haalde het de 16e positie, en in de Vlaamse Radio 2 Top 30 de 24e.